# Monticello (Thomas Jefferson)
Monticello – posiadłość Thomasa Jeffersona (1743–1826), 3. prezydenta Stanów Zjednoczonych, położona w Charlottesville, w stanie Wirginia. 
W 1987 posiadłość Monticello i Uniwersytet Wirginii w Charlottesville zostały wpisane na listę światowego dziedzictwa UNESCO.

## Dom Jeffersona
Dom powstał na wzgórzu plantacji, którą Thomas Jefferson odziedziczył po ojcu – Peterze Jeffersonie, plantatorze. Budowla w stylu nawiązującym do klasycyzmu i palladianizmu została zaprojektowana przez Jeffersona, który inspirował się pracami włoskiego architekta i teoretyka architektury doby renesansu – Andrei Palladio. Jefferson przeprojektowywał i przebudowywał dom przez całe swoje życie, mieszkał tu od 1770 aż do śmierci w 1826. 
Prace nad Monticello rozpoczęły się w 1768, kiedy to zniwelowano teren na wzgórzu pod budowę. W 1769 rozpoczęto prace budowlane, a rok później Jefferson wprowadził się do świeżo ukończonego Pawilonu Południowego (ang. South Pavillon). Ok. 1772 ukończono prace nad częścią z jadalnią w skrzydle północnym. Do tej części Jefferson wprowadził się ze swoją żoną Marthą W. Skelton. Dom z dwupiętrowym portykiem miał osiem pokoi. 
Dwa lata po śmierci żony w 1782 Jefferson wyjechał na placówkę dyplomatyczną do Francji. Opuszczając Monticello w 1784, polecił dalej rozbudowywać posiadłość, a po powrocie zmienił nieco styl budowli w oparciu o wzorce francuskie. Nowa faza budowy nadająca jej dzisiejszy neoklasycystyczny wygląd przypadała na lata 1796–1809. W latach 1801–1803 ukończono tarasy. W 1808 gotowy był Pawilon Północny (ang. North Pavillon), a Pawilon Południowy został przebudowany. Nowy dom „Monticello” miał 21 pokoi; nad częścią środkową z portykiem z kolumnami dominowała niska kopuła (pierwsza w domu amerykańskim), skrzydła boczne mieściły pomieszczenia dla służby. 
Wewnątrz domu Jefferson zastosował wiele nowatorskich rozwiązań, często własnego projektu, m.in. małe windy towarowe do transportu wina z piwnicy do jadalni, szafy wyposażone w mechaniczne transportery ubrań, składane drzwi, alkowy skrywające klatki schodowe czy toalety wewnątrz domu. Większość mebli i elementów wystroju wnętrz została sprowadzona z Francji – podczas pobytu w Paryżu Jefferson zgromadził pokaźną liczbę sprzętów domowych oraz sztuki.  
Po śmierci Jeffersona w 1826 jego córka i wnuk zmuszeni byli sprzedać posiadłość, by pokryć długi ojca. Monticello zostało sprzedane w 1831 za 7000 USD, a trzy lata później przeszło w ręce bogatego oficera marynarki – Uriah Levy'ego, wielkiego zwolennika Jeffersona. Levy wyremontował dom i utrzymywał w najlepszej kondycji do swojej śmierci w 1862. Monticello przeszło potem w ręce jego bratanka Jeffersona Levy'ego, który po przeprowadzeniu prac remontowych otworzył posiadłość dla zwiedzających oraz dokupił 2000 akrów. W 1923 Levy sprzedał Motnicello fundacji Thomas Jefferson Memorial Foundation. Przywróciła ona posiadłości oryginalny wygląd z czasów Jeffersona.    
W 1987 posiadłość Monticello i Uniwersytet Wirginii w Charlottesville zostały wpisane na listę światowego dziedzictwa UNESCO.

## Ogrody Monticello
Jefferson, zainteresowany ogrodnictwem, posiadał w swoich zbiorach bibliotecznych dzieło Thomasa Whately'a Observations on Modern Gardening, illustrated by descriptions powstałe w 1770 – jedno z pierwszych na temat angielskiej architektury krajobrazu. Ogrody w Monticello zostały zaprojektowane przez Jeffersona, który w swojej pracy opierał się na wielu pomysłach Whately'a. 
Jefferson założył park, warzywnik, sad oraz „laboratorium” z roślinami użytkowymi i ozdobnymi, gdzie eksperymentował z roślinami przywiezionymi z Europy i uprawą winorośli. W ogrodzie rosło 330 odmian ponad 70 gatunków roślin z całego świata, m.in. estragon i brokuły sprowadzone z Włoch, figi z Francji czy papryka z Meksyku. Wiele nasion Jefferson otrzymał od swojego przyjaciela francuskiego botanika André Thouina (1746–1824). Jefferson stworzył tzw. ferme ornée – gospodarstwo ozdobne, gdzie pola uprawne przeplatały się z ogrodami.

## Upamiętnienie

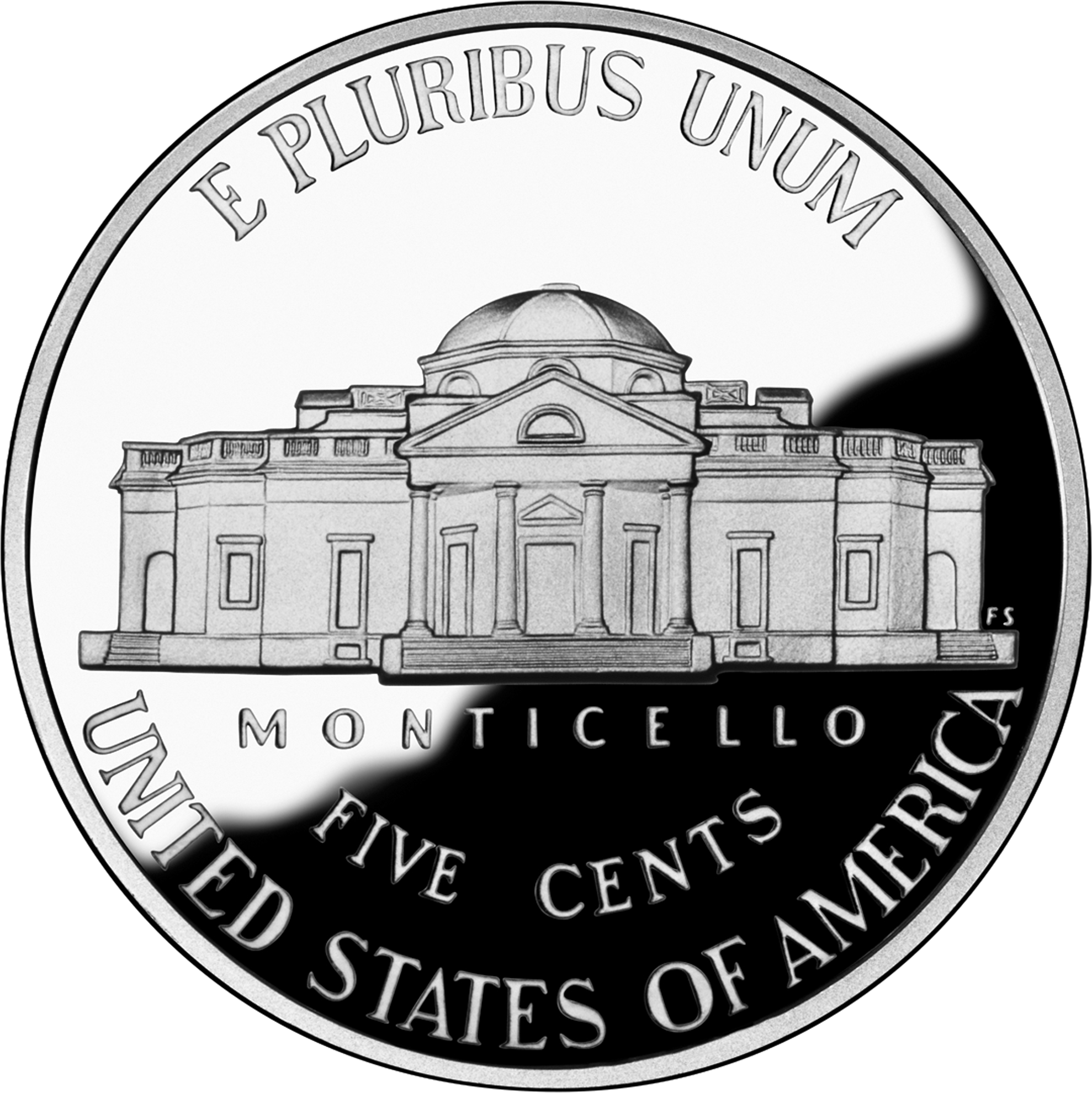
Moneta o nominale pięciu centów, 2006

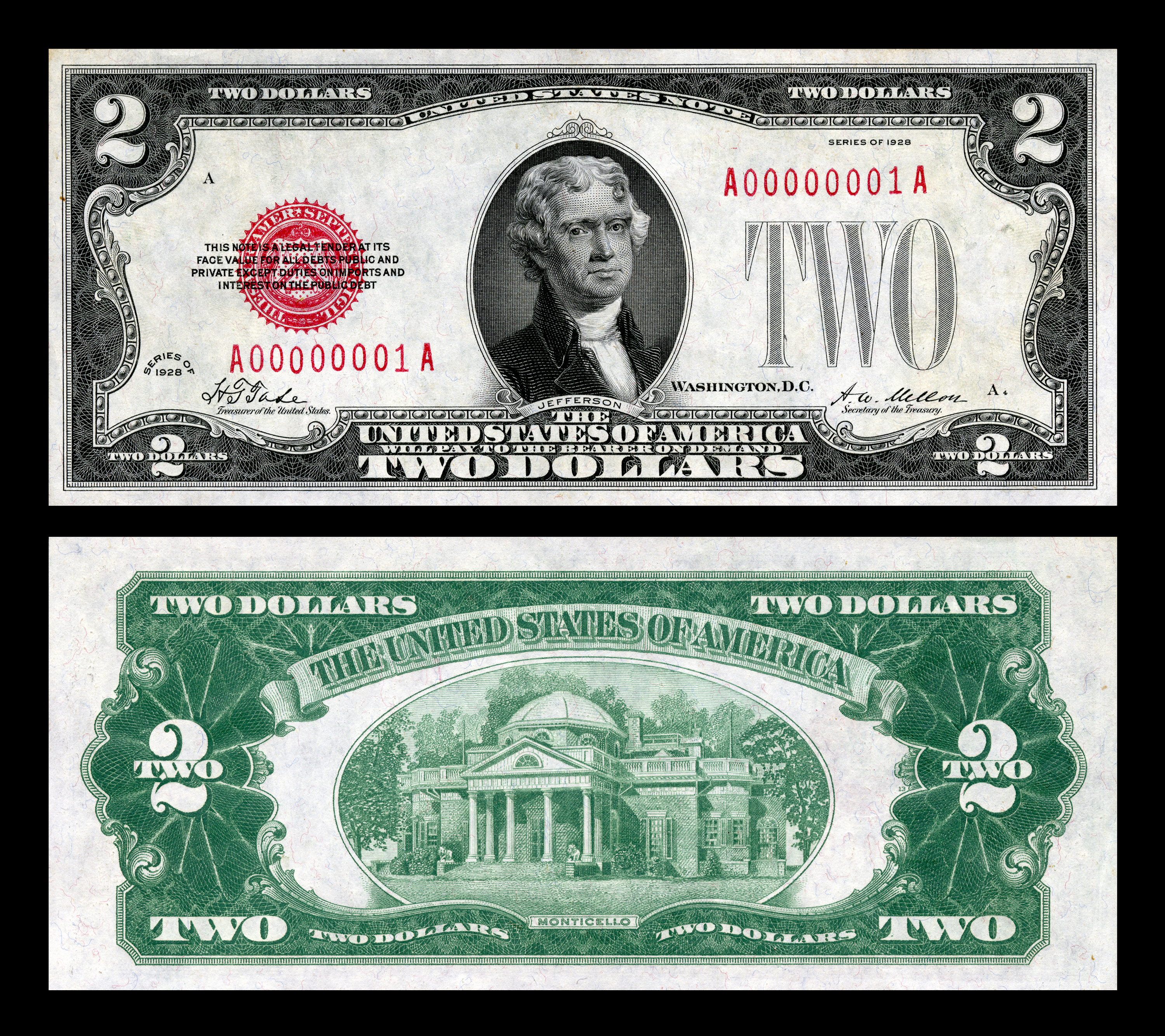
Banknot o nominale 2 dolarów, 1928

- Od 1938 Monticello znajduje się na rewersie monety pięciocentowej
- W latach 1928–1966 wizerunek posiadłości widniał na rewersie banknotu o nominale 2 dolarów
- Motyw Monticello pojawia się na znaczkach pocztowych
- W 2014 biznesmen Prestley Blake wzniósł replikę Monticello w Somers[13]